# Oberrheinische Eisenbahn-Gesellschaft

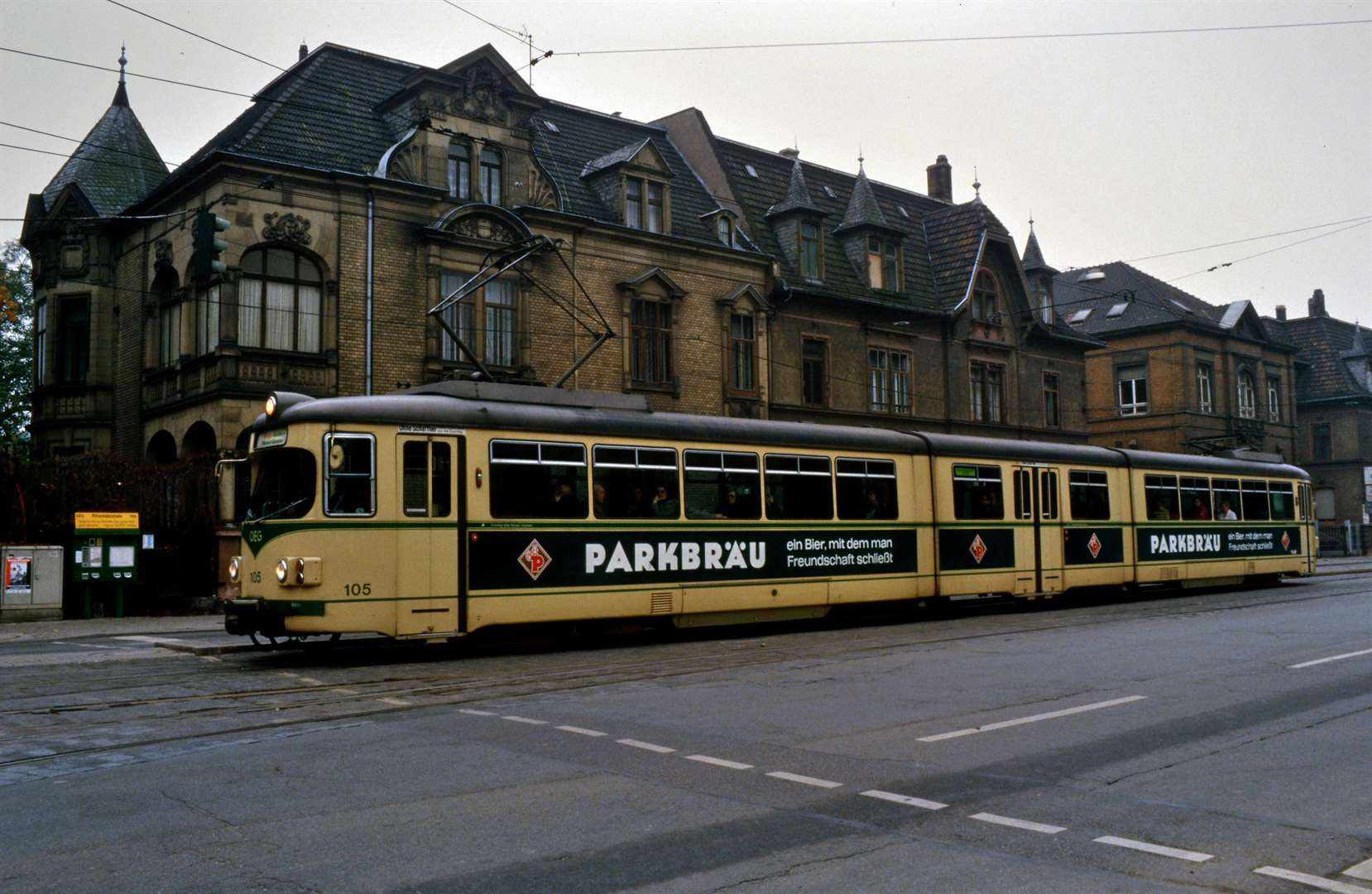
OEG, Triebwagen 105 in Heidelberg, Bergheimer Straße (Aufn. 1984)

Die Oberrheinische Eisenbahn-Gesellschaft Aktiengesellschaft Mannheim (OEG), anschließend OEG AG, später MVV OEG AG, war ein Eisenbahninfrastruktur- und ‑verkehrsunternehmen mit Sitz in Mannheim. Sie betrieb die schmalspurigen Eisenbahnstrecken zwischen Mannheim, Heidelberg und Weinheim. Das Unternehmen wurde am 16. März 2010 mit der MVV Verkehr AG verschmolzen. Inzwischen werden die Strecken von der Rhein-Neckar-Verkehr GmbH (rnv) betrieben.
Die OEG betrieb zudem bis Dezember 2009 den Stadtbusverkehr in Weinheim, einige Buslinien im Südosten Mannheims sowie einige weitere Buslinien in der Umgebung von Schriesheim und Ladenburg. Sie war Mitglied im Tarifverband der Bundeseigenen und Nichtbundeseigenen Eisenbahnen in Deutschland (TBNE).

## Geschichte

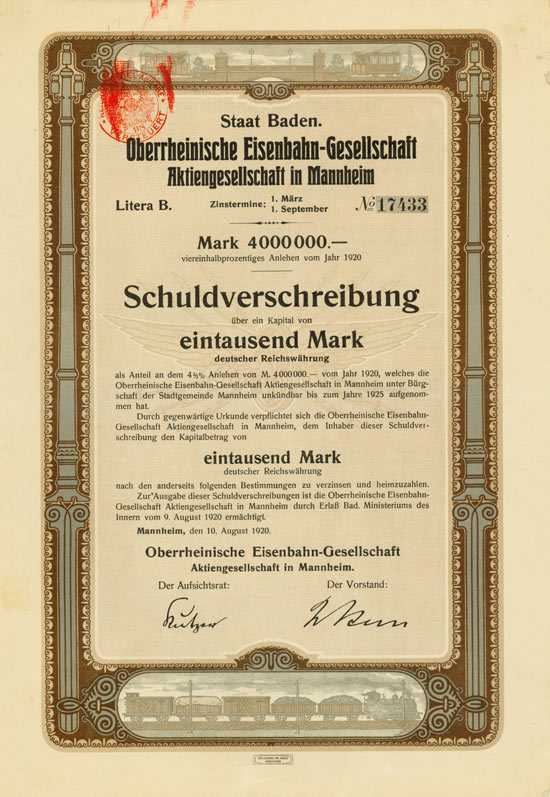
Schuldverschreibung über 1000 Mark der Oberrheinischen Eisenbahn-Gesellschaft AG vom 10. August 1920

Nach dem Tod von Herrmann Bachstein 1908 übernahm der rheinische Großindustrielle Hugo Stinnes im Jahr 1909 die Aktienmehrheit der Süddeutschen Eisenbahn-Gesellschaft (SEG) mit dem Ziel, über die von ihm kontrollierte RWE (Rheinisch-Westfälische Elektrizitätswerk AG) die elektrischen Straßenbahnen des Ruhrgebietes und anderer Großstädte sowie damit verbunden die gesamte westdeutsche Stromversorgung in die Hand zu bekommen. Durch die Konzentration auf elektrische Straßenbahnen wurden einige Bahnen aus der SEG ausgegliedert und in neu gegründete Gesellschaften überführt.
Um eine Elektrifizierung und den Ausbau ihres Straßenbahnnetzes zu ermöglichen, gründete 1911 die Stadt Mannheim gemeinsam mit der SEG, die die Mannheim-Weinheim-Heidelberg-Mannheimer Eisenbahn einbrachte, die Oberrheinische Eisenbahn-Gesellschaft AG (OEG). Um eine beherrschende Stellung der RWE zu verhindern, bestand die Stadt Mannheim auf einer Aktienmehrheit von 51 %. In die Oberrheinische Eisenbahn-Gesellschaft wurden auch die Straßenbahn Schwetzingen–Ketsch sowie zwei Kraftwerke in Ladenburg und Rheinau eingebracht. Das Aktienkapital hielten die Stadt Mannheim mit 51 % und die Süddeutsche Eisenbahn-Gesellschaft mit 26 %. Der Rest entfiel auf drei weitere Anteilseigner. Die OEG übernahm den Betrieb der Strecken zum 1. April 1911.
Um finanzielle Probleme nach dem Ersten Weltkrieg abzumildern, übernahm die Stadt Mannheim die Bahnen von der OEG, die Gesellschaft mit Kraftwerken und Elektrizitätsanlagen blieb in der Hand von Stinnes und firmierte in Kraftwerke Rheinau um.
Die nun freie Firma Oberrheinische Eisenbahngesellschaft übernahm eine neue Gesellschaft, die die Städte Mannheim, Heidelberg, Weinheim, Viernheim und die Rhein-Haardtbahn gegründet hatten, und in die die Stadt Mannheim die Bahn einbrachte.
1913 wurde von der OEG die Straßenbahnstrecke von Neckarau nach Rheinau, damals noch durch die Rhenaniastraße, eröffnet. Zum Baubeginn der Strecke war Rheinau noch nicht nach Mannheim eingemeindet, wodurch entsprechend bestehenden Kooperationsverträgen die Zuständigkeit bei der OEG lag. Mit der Eingemeindung im Jahr der Fertigstellung änderte sich dies, weswegen die Strecke dann von der städtischen Straßenbahn betrieben wurde und 1921 in ihren Besitz überging.
1914 wurde das erste Teilstück der Strecke Mannheim–Feudenheim–Ilvesheim–Ladenburg–Schriesheim bis Feudenheim für den provisorischen Güterverkehr eröffnet. Außerdem wurde die Strecke für zwei Monate von der städtischen Straßenbahn befahren, bevor diese ihre eigene Strecke einweihen konnte. Zwar fanden neben dem Geländekauf schon Bauarbeiten (unter anderem Brückenbauwerke) für die Reststrecke statt, diese mussten jedoch wegen des Ersten Weltkrieges eingestellt werden. Da sich der Bau auch nach dem Krieg aus wirtschaftlichen Gründen nicht verwirklichen ließ, richtete die OEG 1925 ihre erste Omnibuslinie ein. Sie war als Provisorium gedacht, der Bau der Eisenbahnstrecke unterblieb jedoch bis heute. Ende der 1920er Jahre wurden der Güterverkehr nach Feudenheim eingestellt und die Strecke aufgegeben.
Neben den überall haltenden Personenzügen betrieb die OEG früher auch die Zuggattungen Eilzug, im Kursbuch mit einer Raute gekennzeichnet, und den noch seltener haltenden Fernzug, im Kursbuch mit F abgekürzt.

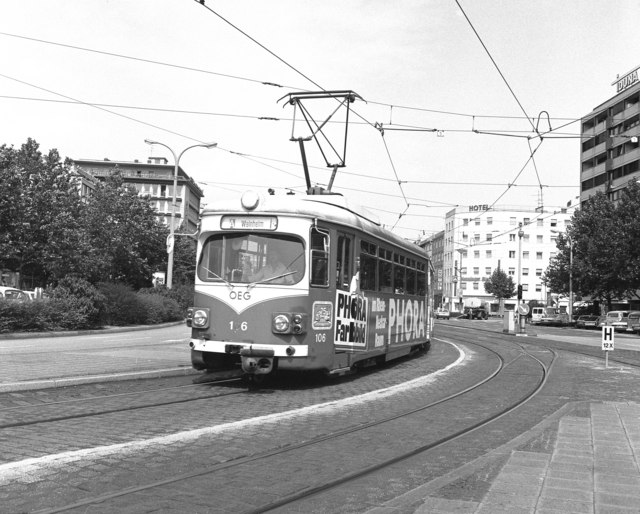
OEG-Zug unterwegs in Mannheim (1986)

Wie die meisten Verkehrsbetriebe in Deutschland musste auch die OEG einen enormen Anstieg des Fahrgastaufkommens nach Ende des Zweiten Weltkrieges bewältigen, zumal ihr 1946 nur weniger als die Hälfte ihres Wagenparks zur Verfügung stand. 1947 erreichten die Fahrgastzahlen den bisher nicht mehr erreichten Höchststand von 25,6 Millionen Fahrgästen. Da die Ursache für den großen Anstieg der Beförderungsleistung nicht zuletzt in so genannten Hamsterfahrten begründet war, normalisierten sich die Fahrgastzahlen nach der Währungsreform 1948 wieder.
Nach Überwindung der Nachkriegsschwierigkeiten musste sich die OEG mit der beginnenden Massenmotorisierung auseinandersetzen. Das Ziel war, sie vor allem schneller und bequemer werden zu lassen, um die Fahrgäste halten zu können. Ein erster Schritt dazu war die Beschaffung von vier Großraumwagen samt Beiwagen von der Waggonfabrik Fuchs (siehe auch unter Fahrzeuge).
Ungefähr 1960 begann die technische Sicherung der Bahnübergänge mit Blinklichtanlagen, wobei später die Ausstattung mit Halbschranken hinzukam. Im Jahr 1964 betrieb die OEG 142 km Gleise und beförderte täglich über 50.000 Reisende.
1976 wurde der Betriebsfunk eingeführt.
1996 wurde die Verteilung der Verluste der OEG neu geregelt. Danach trug Mannheim 58,2 %, der Rhein-Neckar-Kreis 30 %, Heidelberg 7,2 % und Viernheim 4,6 % der jährlich auftretenden Verluste. Bis dahin hatte die Stadt Heidelberg überhaupt nichts bezahlt.
Außerdem wurde 1996 das Weinheimer Busunternehmen GmbH (WEBU) von den Stadtwerken Weinheim GmbH (71,6 %) und der OEG (28,4 %) gegründet, das seitdem offizieller Konzessionär der Weinheimer Stadtbuslinien ist und in dessen Auftrag die OEG bis zur Aufgabe des Busbetriebs am 31. Dezember 2009 fuhr.
Im Jahr 2000 übernahm die MVV GmbH einen Anteil von 94,6 % der Stadt Mannheim an der OEG und benannte das Unternehmen zunächst in OEG AG und wenige Monate später in MVV OEG AG um. 5,18 % verblieben jedoch weiter bei der Stadt Mannheim direkt, während die Stadt Heidelberg noch 0,2 % und die Stadt Weinheim noch 0,02 % am Unternehmen halten. Der Betrieb erfolgte ab 2002 gemeinsam mit den Mannheimer Straßenbahnen der MVV Verkehr AG.
Zum 1. Oktober 2004 gründete die MVV OEG AG zusammen mit MVV Verkehr AG, HSB, VBL und RHB das gemeinsame Tochterunternehmen Rhein-Neckar-Verkehr GmbH (RNV), das seit 1. März 2005 den gemeinsamen Betrieb durchführt. Die Infrastruktur sowie die Konzessionen verblieben bei der OEG. Die Fahrzeuge, mit Ausnahme der mittels Cross-Border-Leasing beschafften Variobahnen V6, gingen im Zuge der Kapitaleinbringung an die Rhein-Neckar-Verkehr, die seitdem im Auftrag ihrer Mutterunternehmen die Verkehrsleistungen erbringt. Seit 2005 werden die anfallenden Verluste nach den gefahrenen Nutzkilometern auf der jeweiligen Gemarkung auf Mannheim, Heidelberg, Viernheim und den Rhein-Neckar-Kreis verteilt. Der Gemeinderat der Stadt Mannheim beschloss 2009 die Verschmelzung der MVV OEG AG mit der MVV Verkehr AG. Nach dem Erwerb der verbliebenen 0,22 % Aktienanteil der Stadt Heidelberg hält Mannheim nun 100 % der Anteile. Die Verschmelzung wurde am 16. März 2010 mit der Löschung der MVV OEG AG aus dem Handelsregister abgeschlossen. In einem nächsten Schritt wurde die MVV Verkehr AG zum 31. März 2011 in eine GmbH überführt. Zum 2. Januar 2018 wurde das Unternehmen in MV Mannheimer Verkehr GmbH umbenannt.

## Betriebene Strecken
Die Oberrheinische Eisenbahn-Gesellschaft betrieb folgende Strecken:
- Bahnstrecke Mannheim–Weinheim
- Bahnstrecke Weinheim–Heidelberg
- Bahnstrecke Mannheim Kurpfalzbrücke–Edingen–Heidelberg
- Bahnstrecke Mannheim-Käfertal–Heddesheim
- Bahnstrecke Mannheim-Seckenheim–Neckarhausen–Edingen (Baden)
- Bahnstrecke Heidelberg-Güterbahnhof OEG–Dossenheim–Schriesheim

## Fahrzeuge

### Dampflokzeit
Auf den anfangs nicht elektrifizierten Strecken wurden Züge mit kleinen zweiachsigen Dampflokomotiven (B-Loks), teilweise auch verkleidete Kastendampfloks und Eisenbahnwagen eingesetzt. Die Dampfloks 56 und 102 gehören heute zur Sammlung des Technoseums Mannheim, wobei nur Lok 56 öffentlich ausgestellt ist. Lok 101 landete nach mehreren Zwischenstationen bei der Selfkantbahn, wo sie als Lok MEG 101 im Einsatz ist.

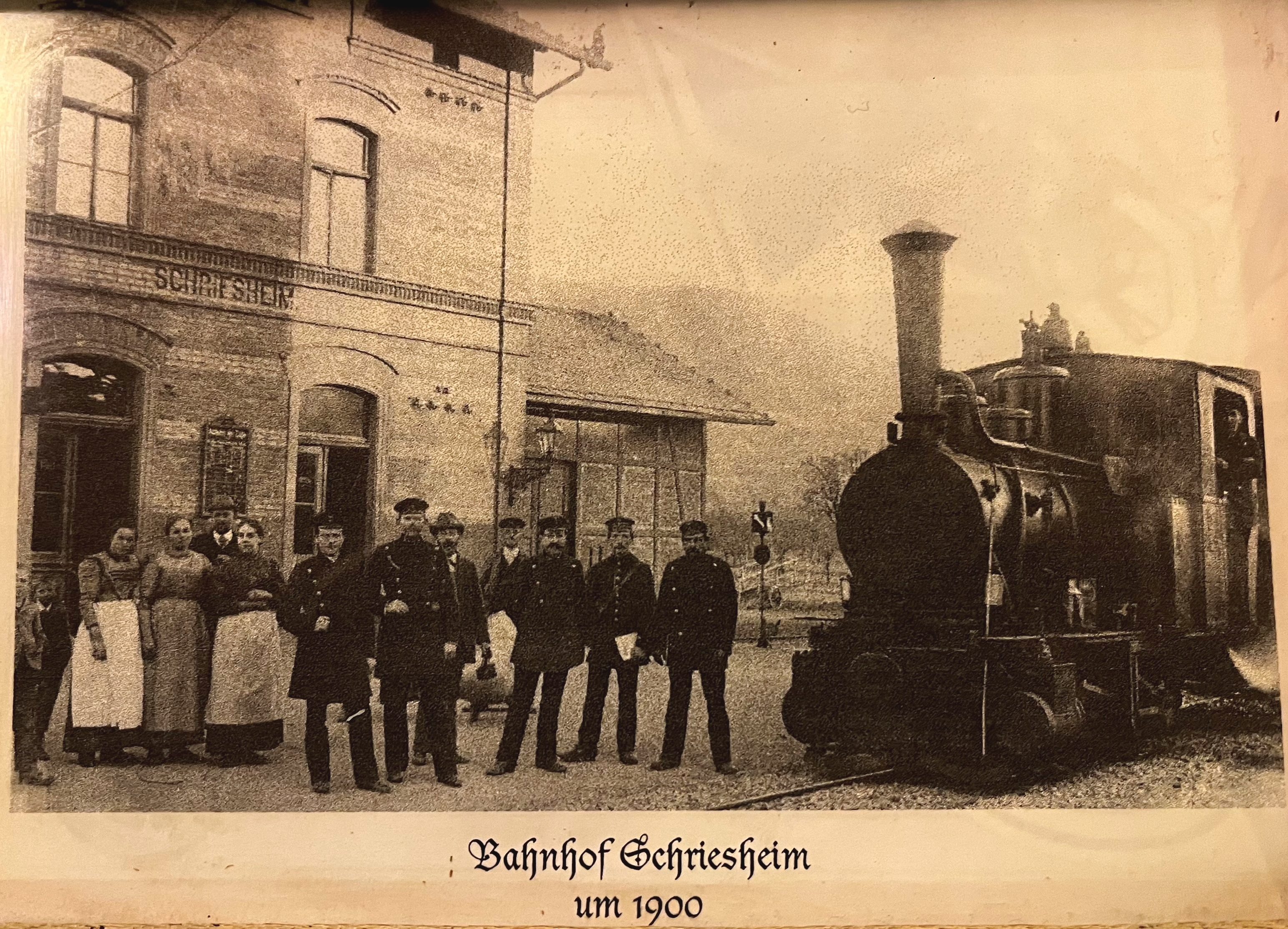
OEG-Dampflok mit Personal am Bahnhof Schriesheim um 1900
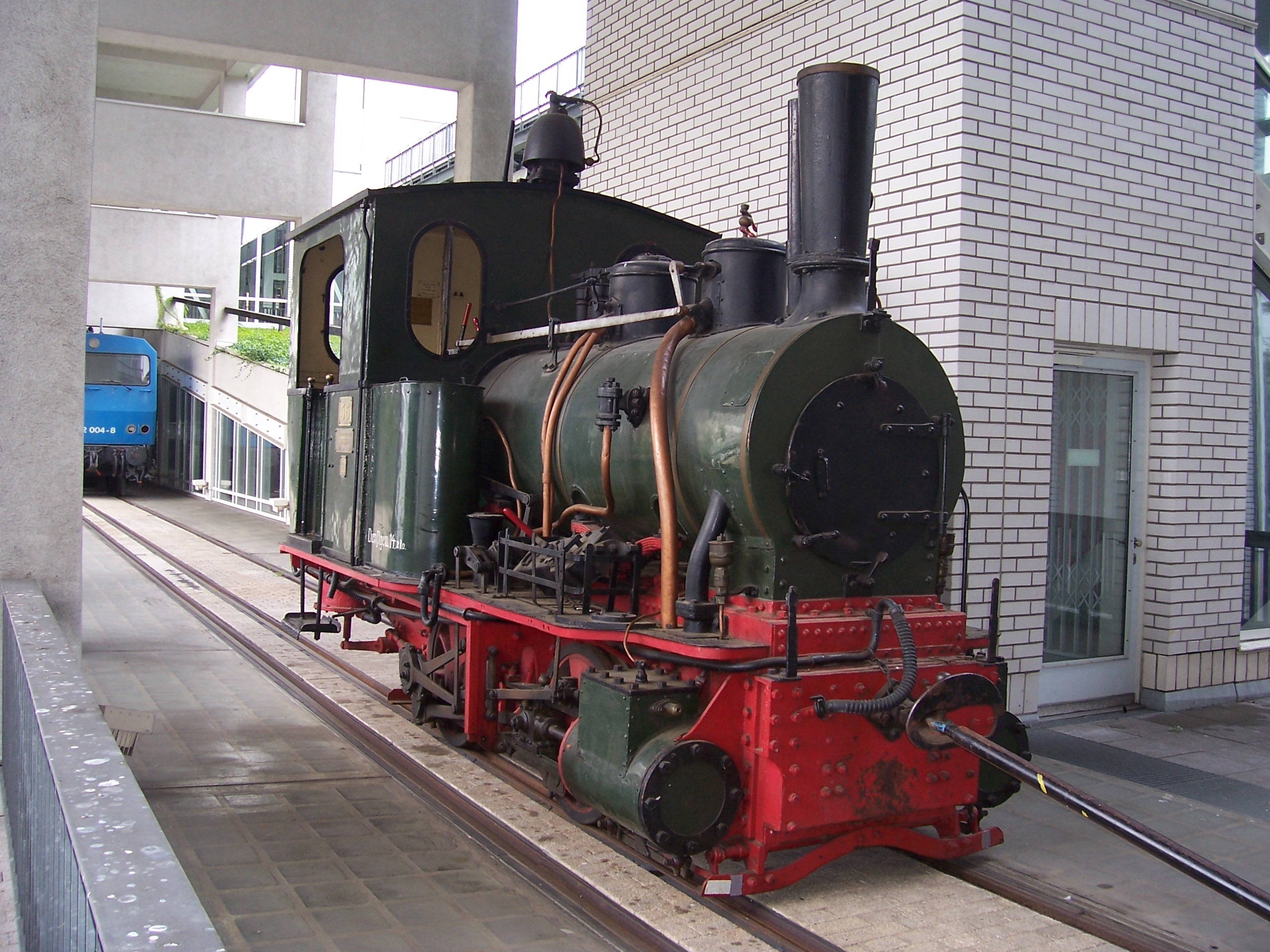
OEG-Dampflok 56, Baujahr 1886, im Technoseum Mannheim

Weiterhin sind einige Personenwagen und zahlreiche Güterwagen erhalten geblieben, beispielsweise beim DEV Bruchhausen-Vilsen, bei der Selfkantbahn, der Märkischen Museums-Eisenbahn bei Plettenberg, dem Albbähnle Amstetten–Oppingen und der Härtsfeld-Museumsbahn in Neresheim. Insgesamt 29 Wagen befinden sich inzwischen in einer niederländischen Sammlung. Sie werden nach und nach aufgearbeitet und kommen leihweise auf verschiedenen Museumseisenbahnen zum Einsatz.
Für die normalspurige Strecke nach Schriesheim hatte die OEG zwei der T 3 ähnliche Lokomotiven, die Loks 341 und 342.

### Diesellokomotiven
Zur Ablösung der Dampflokomotiven beschaffte die OEG ab 1953 vom Hersteller Gmeinder drei Diesellokomotiven für Meterspur (Betriebsnummern 01 bis 03) und eine Diesellok für Normalspur (Betriebsnummer 04). Die zweiachsigen Lokomotiven entsprachen technisch im Wesentlichen den Köf II der DB, waren aber abweichend aufgebaut. Bis zur Elektrifizierung des Streckenabschnitts Weinheim–Schriesheim bespannten die meterspurigen Loks dort auch Personenzüge. Später kamen sie, wie ihre regelspurige Schwesterlokomotive, nur noch im Güter- und Bauzugdienst zum Einsatz. Zur Ablösung der letzten Dampflokomotive wurde 1967 eine weitere Diesellok unter der Betriebsnummer 05 in Dienst gestellt, die technisch und optisch viele Gemeinsamkeiten mit einer Köf III hatte. Mit der Stilllegung der regelspurigen Güterstrecke im Jahr 1973 wurden zunächst die Dieselloks 04 und 05 verkauft. Mit dem Rückgang des Güterverkehrs und Verlagerung des Stückgutverkehrs auf LKW konnte man später auch auf zwei meterspurige Loks verzichten und verkaufte die Lok 01 an die Essener Verkehrs-AG (dort Nr. 601) und die Lok 03 an die Rhein-Haardtbahn GmbH (dort V01). Lok 02 wurde mit Einführung der Arbeitswagennummern Anfang der 1990er Jahre auf 350 umgezeichnet. Sie ist heute noch im Einsatzbestand und wird gelegentlich als Bauzug- oder Hilfslok eingesetzt.

### Elektrische Rangierlok
Im Jahr 1952 erwarb die OEG von der Nederlandsche Buurtspoorweg-Maatschappij die kleine zweiachsige Ellok Nr. 50 mit Kastenaufbau. Beim vorherigen Eigentümer war die Lok aus einer Kastendampflok umgebaut worden, aber durch die Stilllegung ihrer Einsatzstrecke im Jahr 1949 überflüssig geworden. Der Gesamtzustand der Lok erwies sich aber als so schlecht, dass man die Lok verschrotten und neu aufbauen musste. Von der Spenderlok konnten nur die AEG-Motoren, der Höchststromschalter und die Radsätze für den Neuaufbau weiterverwendet werden. Die übrige elektrische Ausrüstung der Lok stammt aus Ersatzteilen der Halbzüge. Die Lok wurde für den Rangierdienst in der Hauptwerkstatt und später im Betriebshof Käfertal benutzt und kam nie in den Streckendienst. Sie trug zunächst die Betriebsnummer 103 (im Anschluss an die Nummern der Dampfloks), später 05 (im Anschluss an die Dieselloks) und wurde beim Erwerb der Diesellok 05 auf die Nummer 06 umgezeichnet. Mit Einführung der Arbeitswagennummern erhielt sie die Betriebsnummer 351. Sie wurde mittlerweile in die originale, graue Farbgebung zurücklackiert und ist weiterhin einsatzfähig vorhanden.

### Erste elektrische Triebwagen
Für die Aufnahme des elektrischen Betriebes auf der Strecke Mannheim–Weinheim wurden 1914 von der Waggonfabrik Fuchs in Heidelberg 18 elektrische Triebwagen beschafft (Nummer 1 bis 18), dazu 27 straßenbahnähnliche zweiachsige Beiwagen (Nummer 201 bis 227). Sie wurden in Zügen mit bis zu acht Personenwagen eingesetzt. Gegen Ende der 1950er Jahre wurden die Wagenkasten der Triebwagen 4 und 17 in der Form der damals aktuellen Fahrzeuge der Waggonfabrik Rastatt neu aufgebaut, die elektrische Ausrüstung aber weitgehend unverändert belassen. Die Umbauten bewährten sich nicht und wurden deshalb auch nicht fortgeführt. Mit dem Aufkommen der Gelenkwagen in den 1960er Jahren endete der Betrieb mit den Triebwagen der Erstserie. Einzelne Fahrzeuge wurden noch zu Arbeitswagen umgebaut. Tw 2 und der zum Hilfswagen umgebaute Tw 16 sind in schlechtem Zustand noch abgestellt vorhanden.

### Halbzüge
Anlässlich der Elektrifizierung der Strecke Mannheim–Heidelberg folgte 1928 die Lieferung von insgesamt 21 Halbzügen. Bei den Halbzügen handelte es sich jeweils um einen vierachsigen Triebwagen und gleichartigen vierachsigen Steuerwagen, die mittels einer Kurzkupplung fest verbunden waren. Zwischen den Wagen war ein Übergang für den Schaffner vorhanden. Sie trugen die Betriebsnummern 21/22 bis 61/62 und verfügten über insgesamt 78 Sitzplätze und 76 Stehplätze. Zur flexiblen Zugbildung war es möglich, zwei Halbzüge zu einem Ganzzug zu kuppeln und beide Triebwagen dieses Zuges von einem Führerstand aus zu steuern. Die Halbzüge verrichteten bis zum 2. März 1974 ihren Dienst.
Der Halbzug 45/46 blieb erhalten und wurde 1990 in einen Salonwagen umgebaut, der heute für Sonderfahrten zu mieten ist; Halbzug 47/48 dient für ihn als Ersatzteilspender. Außerdem sind erhalten:
- Einheit 21/22 im Straßenbahnmuseum Stuttgart,[9]
- Einheit 27/28 im Hannoverschen Straßenbahn-Museum erhalten und dient dort als Beispiel für den fließenden Übergang Straßenbahn–Eisenbahn,[10]
- Einheit 33/34 im Hannoverschen Straßenbahn-Museum,[9]
- Einheit 37/38 im Eisenbahnmuseum Krefeld,[11]

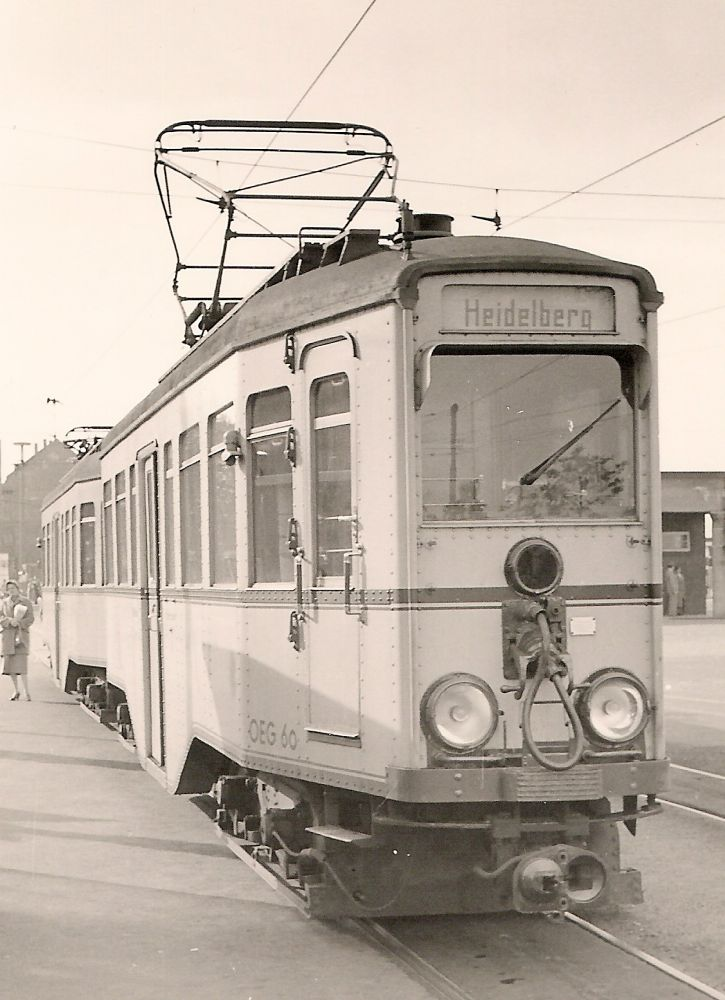
OEG-Halbzug 59/60 September 1957
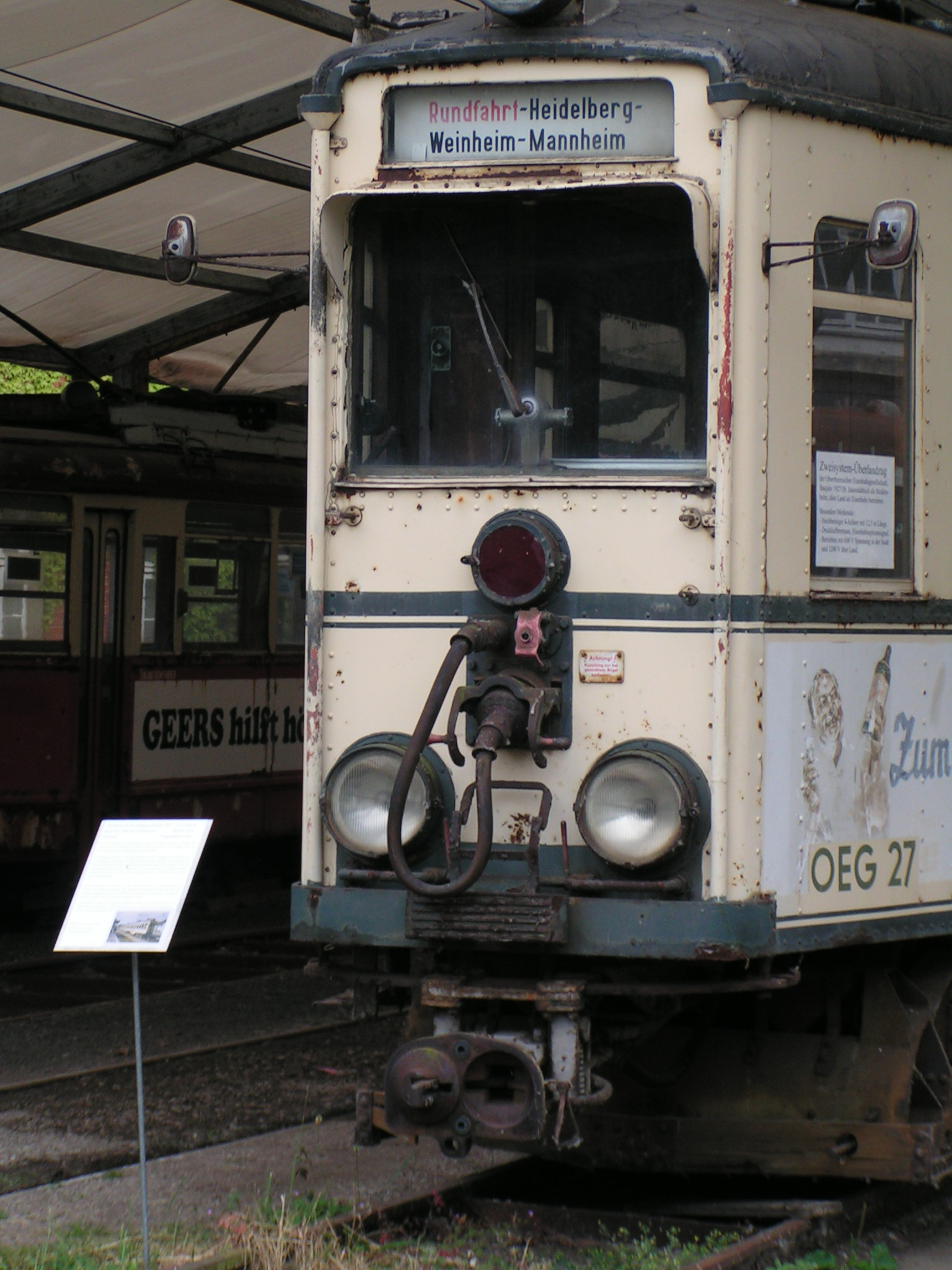
OEG-Wagen 27 im Straßenbahnmuseum Wehmingen
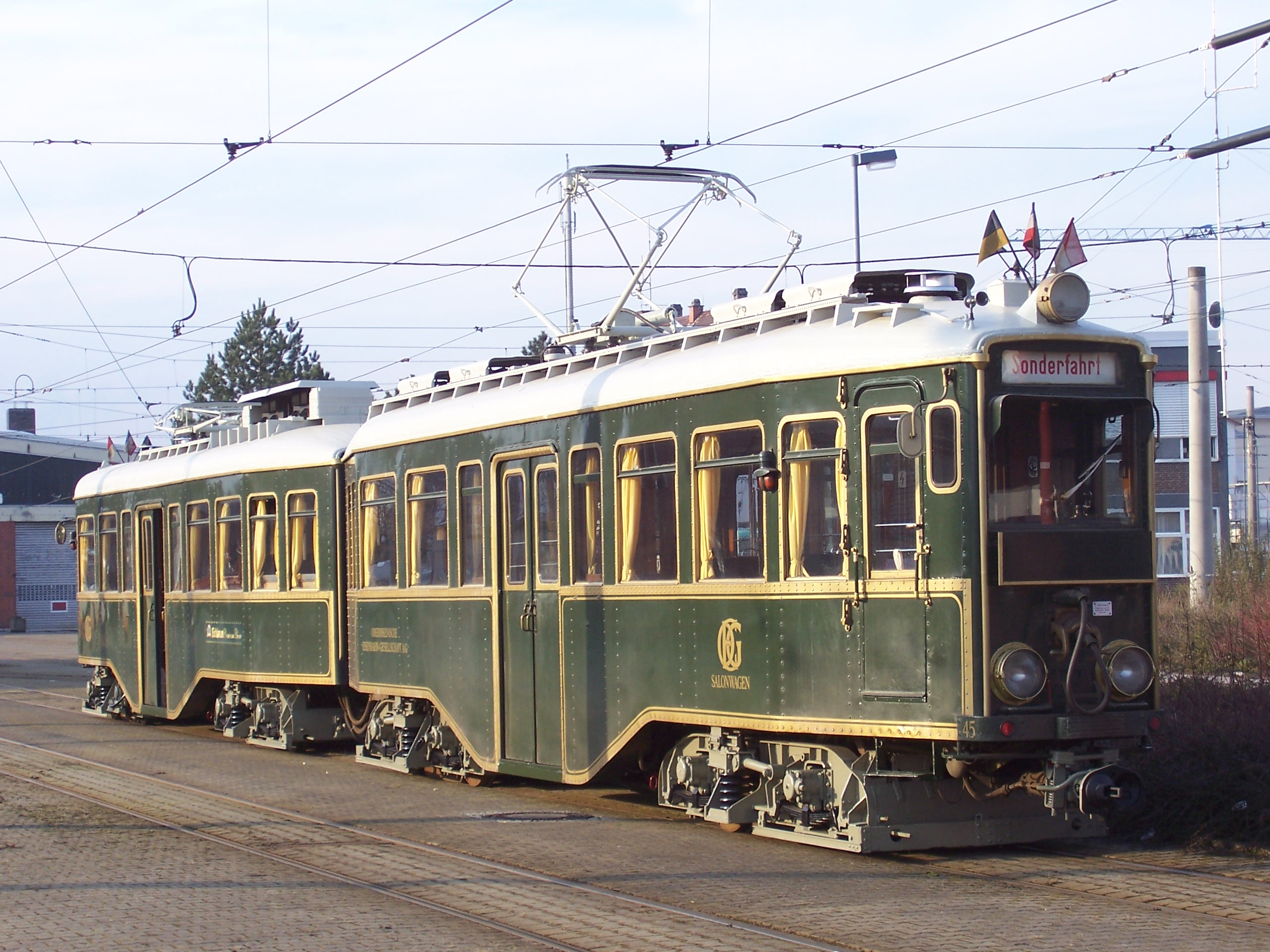
Historischer Halbzug Wagen 45/46 in Käfertal

### Triebgüterwagen
Technisch weitgehend baugleich zu den Halbzügen waren zwei ebenfalls 1928 beschaffte elektrische Triebgüterwagen (Tg) mit den Nummern 19 und 20, die gelegentlich auch zur Bespannung von Personenzügen benutzt wurden. 1948 wurde ein dritter Triebgüterwagen nachbeschafft und erhielt die Betriebsnummer 18, die zuvor ein im Zweiten Weltkrieg zerstörter Triebwagen von 1915 getragen hatte. Tg 19 wurde in den 1960er Jahren zum Schienenschleifwagen umgebaut und blieb bis 1997 im Einsatz; zuletzt wurde er nur noch geschleppt eingesetzt. Tg 18 ist in nicht betriebsfähigem Zustand als historisches Fahrzeug erhalten.

### Fuchs-Triebwagen
Die letzten von Fuchs gelieferten Fahrzeuge waren insgesamt acht elektrische Triebwagen, die zusammen mit fünfzehn passenden Beiwagen in den Jahren 1952 (Beiwagen bereits ab 1951) und 1957 geliefert wurden. Die Triebwagen der ersten Lieferung trugen die Betriebsnummern 63 bis 66, jene der zweiten Lieferung 67 bis 70 (Beiwagen 140 bis 144 und 145 bis 154). Wegen der spitz zulaufenden Fahrzeugenden wurden sie Spitzmäuse genannt, wobei die Fahrzeuge der ersten Serie deutlich spitzer geformt waren als die der zweiten Lieferung. Die Triebwagen wurden bis Mitte der 1970er eingesetzt, dann aber nicht mehr mit Magnetschienenbremsen ausgerüstet, sondern ausgemustert. Die Beiwagen waren wegen ihres unruhigen Laufes schon 1969 abgestellt worden. Wagen 63, 65 und 68 wurden 1978 an die Meiringen-Innertkirchen-Bahn (MIB) in der Schweiz verkauft. Dort wurden Wagen 63 und 65 mit einem zusätzlichen Benzinmotor ausgestattet und als Bem 4/4 Nummer 6 und 7 in Betrieb genommen. Triebwagen 68 wurde von der MIB zur Gewinnung von Ersatzteilen ausgeschlachtet und danach verschrottet. Wagen 66 wurde bei der OEG 1977 außer Betrieb genommen und als historisches Fahrzeug von ehrenamtlichen Helfern bis 2007 rollfähig aufgearbeitet.
Das Ende der Schienenfahrzeugproduktion der Waggonfabrik Fuchs führte dazu, dass alle folgenden Fahrzeugen von anderen Herstellern bezogen wurden.

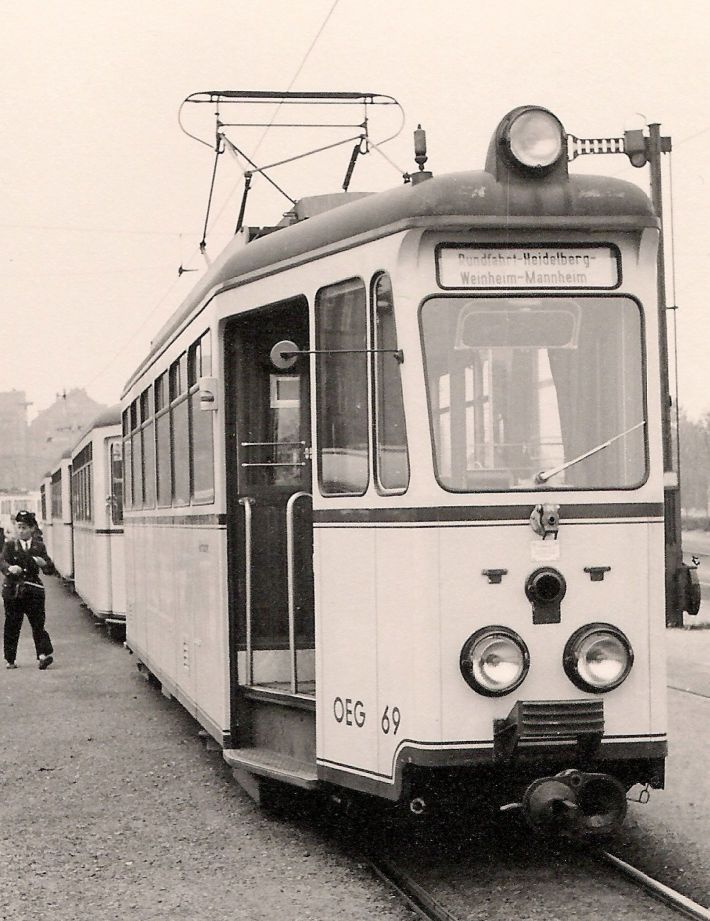
OEG-Triebwagen 69 im September 1957
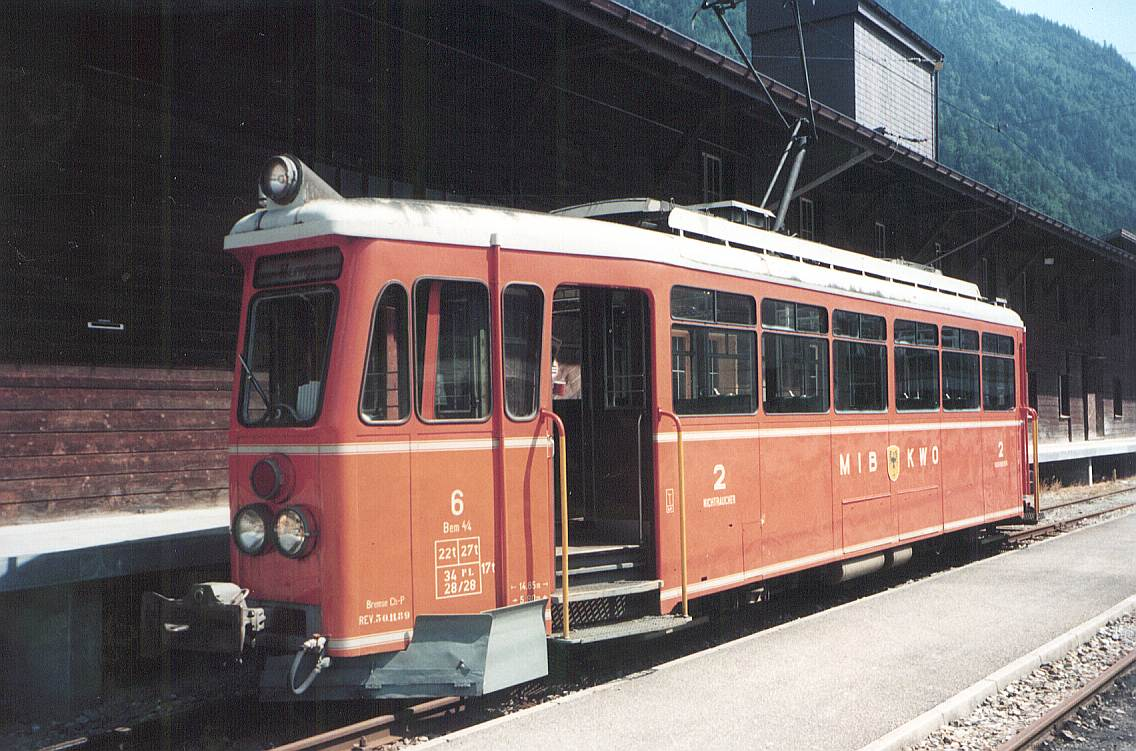
MIB Bem 6, vormals OEG-Triebwagen 63

### T4 Rastatt

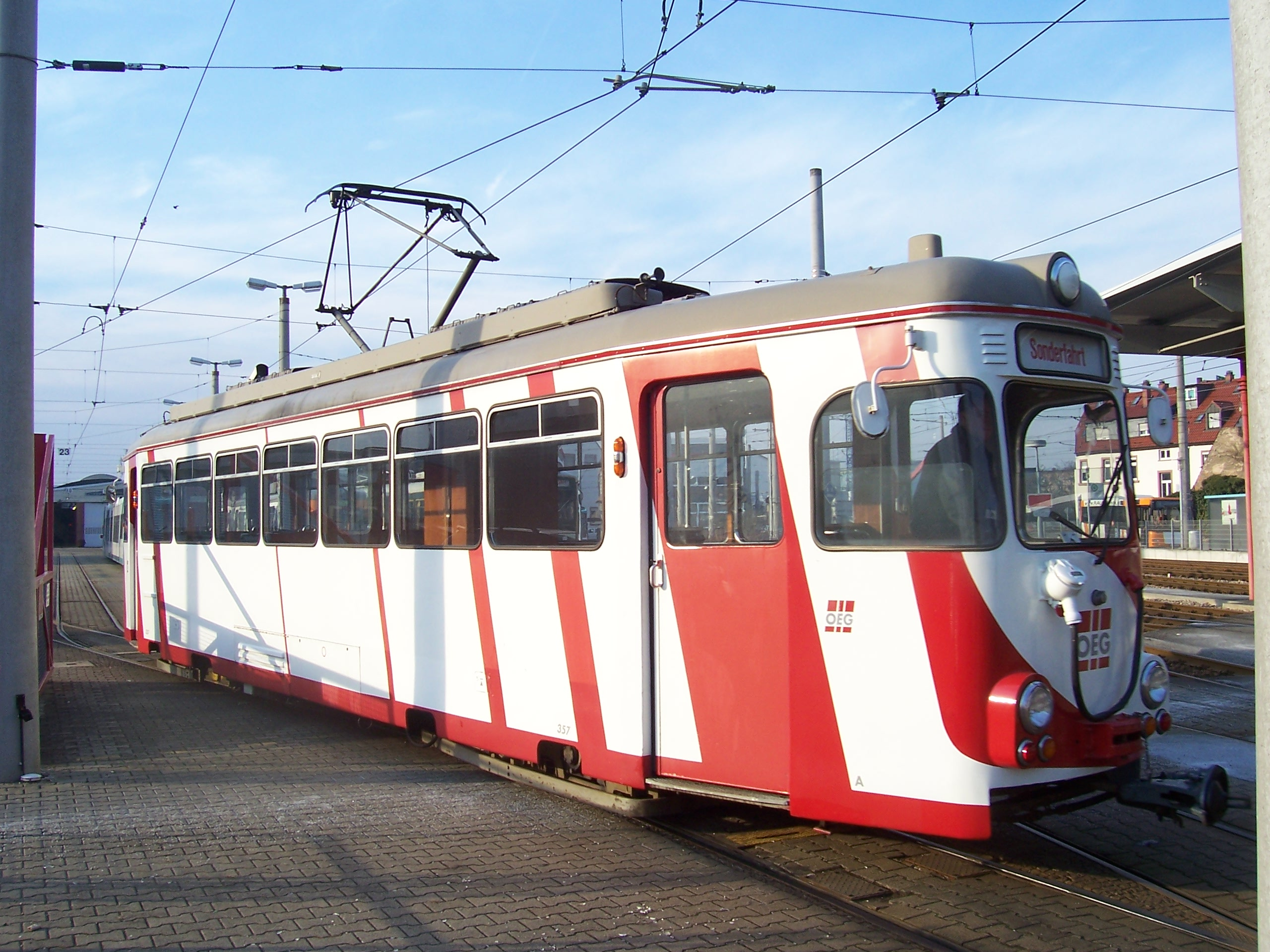
Arbeitswagen 357, vormals T4 Nummer 76

In den Jahren 1958 (Nummer 71 bis 73), 1960 (Nummer 74) und 1963 (Nummer 75 bis 77) lieferte die Waggonfabrik Rastatt insgesamt sieben vierachsige Großraumtriebwagen vom Typ T4. Passend zu den Triebwagen erfolgte die Lieferung von 46 Beiwagen (Nummer 165 bis 210). Einige Fahrzeuge dieses Typs wurden in der ersten Hälfte der 1970er Jahre mit Magnetschienenbremsen und Kleinspannungsanlagen ausgerüstet, teilweise wurden Bremsleuchten, Blinker und Entwerter, später auch induktive Weichensteuerung und Indusi eingebaut. Sie waren bis 1989 im Personenverkehr eingesetzt, zuletzt nur noch im morgendlichen Schülerverkehr. Von den Triebwagen wurden danach einige in Arbeitswagen umgebaut und werden noch heute eingesetzt, Wagen 72 und 74 wurden verschrottet. Von den Beiwagen sind nur einige wenige erhalten. Triebwagen 71 und der Beiwagen 193 sind seit 2007 in Ursprungslackierung zurückversetzt worden, ebenso seit 2010 der Triebwagen 77.

### Gt8 Rastatt

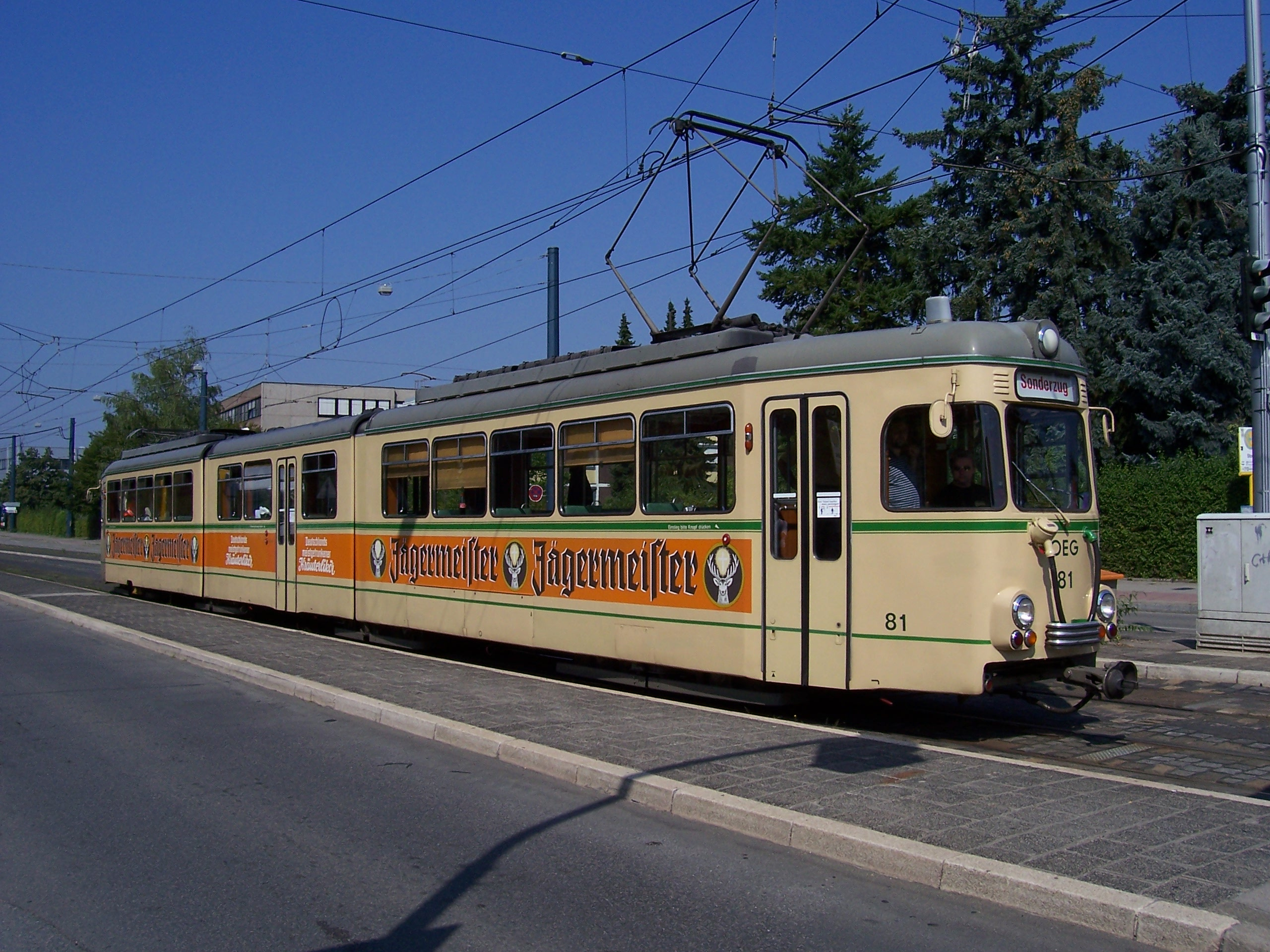
Wagen 81 mit alter Lackierung bei einer Sonderfahrt

In den Jahren 1960 (Nummer 80) und 1963 (Nummer 81) lieferte Rastatt zwei achtachsige Gelenktriebwagen. Wagen 80 wurde ursprünglich als Nummer 75 geführt, mit der Folgelieferung von Großraumtriebwagen Nummer 75 wurde er zunächst in 85 und kurze Zeit später in 80 umgezeichnet. Die Fahrzeuge blieben Einzelstücke und wurden im Laufe der Zeit mehrfachen Umbauten unterzogen (Getriebe, Türen, Stromabnehmer, Entwerter, Indusi, Weichensteuerung). Haupteinsatzgebiet war zwischen 1983 und 1997 der Schülerverkehr zwischen Edingen und Mannheim-Kurpfalzbrücke, wo beide Gelenkwagen in der Regel gekuppelt eingesetzt wurden. Dabei lief der jeweils hintere Wagen antriebslos mit. Im Sommer 1991 wurden die Wagen versuchsweise an Sonn- und Feiertagen auf der OEG-Rundstrecke mit den dafür angepassten Beiwagen 193 und 205 auf einem planmäßigen Umlauf als OEG-Fahrradexpress eingesetzt. Wagen 80 wurde 1998 abgestellt und inzwischen verschrottet. Wagen 81 diente bis zum Fristablauf im Jahr 2007 als Reservefahrzeug. Im Frühjahr 2010 wurde er einer Hauptuntersuchung unterzogen und dabei im Innern mit einer Theke, Vorhängen und kleinen Tischen umgestaltet. Seit März 2010 ist er in einer dunkelgrünen Beklebung als Partywagen wieder im Einsatz. Als Folge eines öffentlichen Wettbewerbs wurde der Wagen im Frühjahr 2011 auf den Fantasienamen Sixty getauft.

### Gt8 DUEWAG
Ab 1966 lieferte die DUEWAG acht achtachsige Gelenktriebwagen (Nummer 82 bis 89), die ab November eingesetzt wurden, ab 28. Mai 1967 auch in Doppeltraktion (Zugverbände). Von den bereits vorhandenen Rastatter Gelenkwagen unterschieden sich die Düwag-Fahrzeuge deutlich. Die Fahrzeuge waren mit 2,50 m Breite deutlich geräumiger und verfügten über eine elektronische Fahrschaltersteuerung vom Typ Simatic, die auch das Fahren im Zugverband erlaubte. Das Mitführen von Beiwagen war hier daher nicht mehr vorgesehen, folgerichtig entfiel auch die Druckluftanlage für die Bremsen, elektrische Türantriebe und eine generatorische Widerstandsbremse kamen zum Einsatz.
Mit leichten baulichen Änderungen folgten weitere Lieferungen: die acht Triebwagen des Baujahres 1969 (Nummern 90 bis 97) glichen den Wagen aus 1966 noch weitgehend. Die 1973/1974 gelieferten 13 Triebwagen (98 bis 110) waren nicht mehr mit Trennwänden, Gepäcknetzen und Rollos an den Fenstern ausgerüstet und ab Werk nur noch für 750 Volt Fahrdrahtspannung ausgelegt. Als Haltebremse dienten erstmals elektrohydraulische Federspeicherbremsen; diese wurden auch bei den Vorgängerserien nachgerüstet. Zugunsten eines zweiten Türflüges im rechten vorderen Einstieg wurde der Führerstand verkleinert.
Als vierte und letzte Serie wurden 1988/1989 die sechs Triebwagen mit den Nummern 111 bis 116 abgeliefert. Die Wagen waren ab Werk für die Nachrüstung von Klimaanlagen ausgelegt, diese wurden ab 1994 eingebaut. Vom Doppeleinstieg rechts vorn war man wieder abgekommen. Die Wagen wurden in weißer Lackierung geliefert und vor der Inbetriebnahme als erste Schienenfahrzeuge der OEG im damals neuen, rot-weißen Farbschema lackiert. Sie sind leicht an den getönten Scheiben, den verlängerten Türfenstern und dem einzigen, in Fahrzeugmitte angebrachten Stromabnehmer von den vorausgegangenen Bauserien zu unterscheiden.
Die Duewag Gt8 der unterschiedlichen Bauserien waren untereinander mittels Scharfenbergkupplungen frei zu Zugverbänden kuppelbar. Bis in die 1990er Jahre wurde aber in der Regel auch das zweite Fahrzeug mit einem Triebfahrzeugführer besetzt. Ab 4. November 1996 wurden zunächst die Fahrzeuge der vierten Bauserie im Zugverband ohne zweiten Mann eingesetzt, heute ist dies die Regel.
Von Oktober 2007 bis Mai 2009 waren zwei bis drei achtachsige Gelenktriebwagen der OEG (meist Nummer 82, 85 und 87) an den Standort Heidelberg ausgeliehen. Sie wurden dort vorübergehend auf der Linie 21 eingesetzt.
Die Gt8 bestimmten über Jahrzehnte das Erscheinungsbild der OEG und wurden im Laufe der Jahre fortlaufend modernisiert (Einmannbetrieb, Federspeicherbremsen, Fahrerpulte, Fahrgastsitze, mikroprozessorüberwachte Fahrschaltersteuerung, Außen- und Innenbeleuchtung, LCD-Zieldisplays außen, Haltestellenanzeiger innen, Farbgebung, Rechnergestütztes Betriebsleitsystem). Etwa seit der Jahrtausendwende wurden einzelne Fahrzeuge nach Fristablauf (83–88, 90–93, 96, 97) oder nach Unfällen (89, 94, 95, 102, 105, 112) verschrottet. Nach Inbetriebnahme der letzten Bauserie RNV6 wurden im Sommer 2013 alle verbliebenen Wagen der dritten Bauserie, mit Ausnahme des Wagens 110, außer Betrieb genommen. Davon wurden Anfang Februar 2015 die Wagen 98 und 100 reaktiviert, die übrigen (99, 101, 103, 104, 106–109) wurden nach langer Abstellzeit im Frühjahr 2019 verschrottet. Im Jahr 2023 wurde der Wagen 4111 abgestellt, 2024 folgten die Wagen 4100, 4113, 4115 und 4116. Im November 2024 wurde der Wagen 4100 verschrottet. Anfang 2025 waren die Fahrzeuge 4098, 4110 und 4114 noch einsatzfähig. Der Einsatz beschränkte sich zuletzt auf den morgendlichen Schülerverkehr (überwiegend in Doppeltraktion) und spontane Reserveeinsätze. Am 22. Februar 2025 wurden die Fahrzeuge letztmalig im Regelbetrieb eingesetzt. Wagen (40)82 ist 2023 als Fahrschul- und Reservefahrzeug in seiner beige-grünen Ursprungslackierung anzutreffen. Wagen 4110 wurde zur Historischen Eisenbahn-Mannheim in Mannheim-Friedrichsfeld transportiert und steht Heute als Museumslok auf dem Gelände.

### Gt6 aus Bielefeld
Wegen gestiegenen Fahrgastaufkommens und dem damit entstandenen Fahrzeugmangel übernahm die OEG 1982 vier gebrauchte sechsachsige Duewag-Gelenktriebwagen (301 bis 304) mit passenden vierachsigen Beiwagen (311 bis 314) aus Bielefeld (Baujahr 1962). Da es sich um Einrichtungsfahrzeuge handelte, konnten diese nicht auf der Rundstrecke eingesetzt werden, sondern verkehrten nur auf der Linie Mannheim Hbf–Käfertal–Heddesheim, da nur dort an den Endpunkten Wendeschleifen vorhanden waren. Durch den Einsatz der Bielefelder zwischen Mannheim und Heddesheim konnten Gt8 für den Einsatz auf der Rundstrecke freigesetzt werden.
Die Fahrzeuge wurden 1991/1993 ausgemustert und 1998 an die Straßenbahn Arad in Rumänien verkauft.

### Variobahn V6

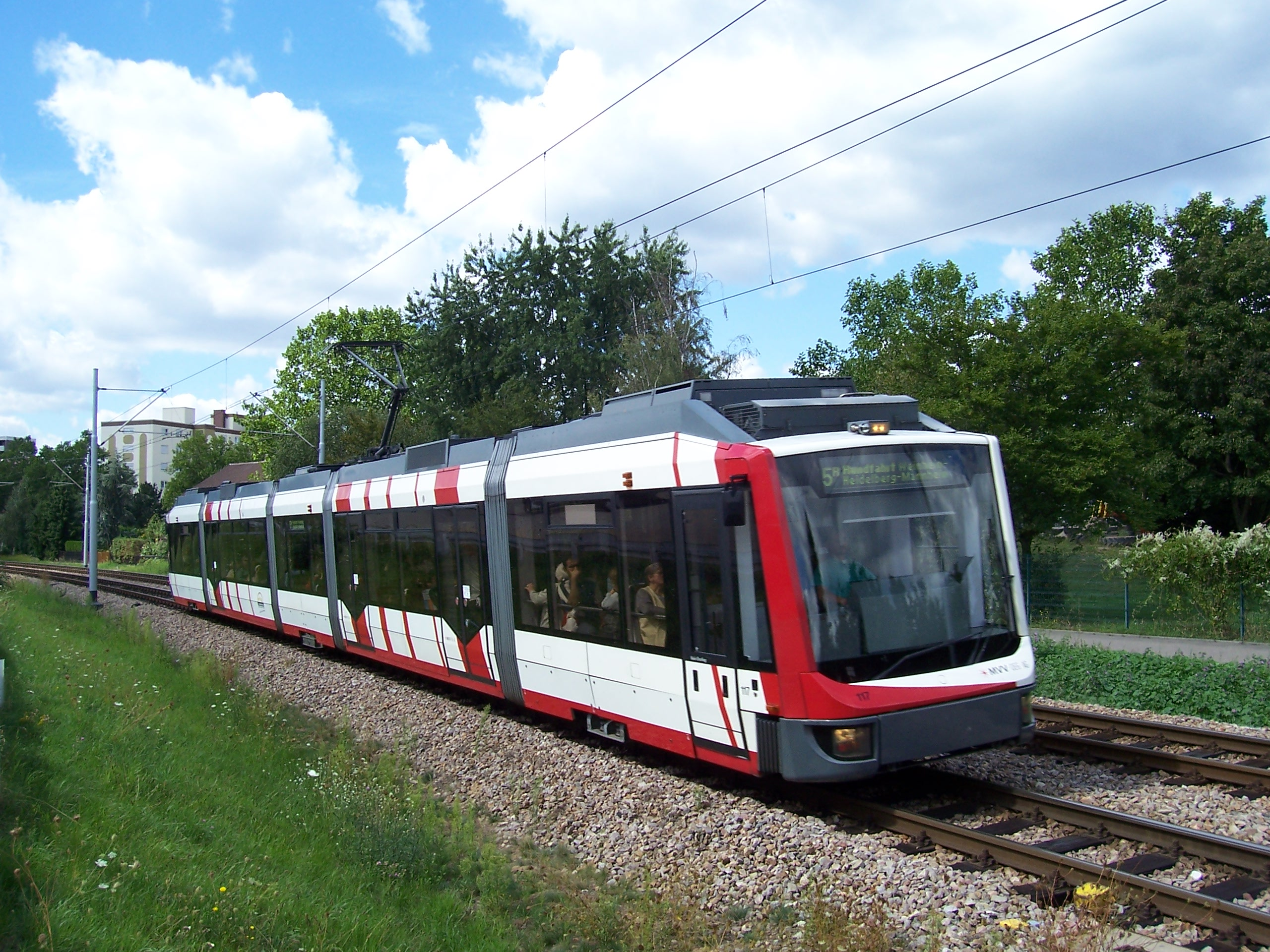
Wagen 117, eine Variobahn der ersten Serie

Nachdem in den 1990er Jahren die Forderungen nach Barrierefreiheit im ÖPNV lauter wurden, war ein weiterer Nachbau der Duewag Gt8 nicht mehr denkbar. Die OEG entschloss sich zur Beschaffung von fünfteiligen Variobahnen des Herstellers ABB Henschel. Ein Prototyp in 100-%-Niederflurbauweise war 1993 an die Straßenbahn Chemnitz geliefert worden. Im Gegensatz zu diesem entschied sich die OEG für Antriebsfahrwerke mit konventionellen Achsen, daher ist nur ca. 70 % des Wagenbodens niederflurig, Die Fahrzeugbreite beließ man bei den im OEG-Netz maximal möglichen 2,50 Metern, die äußere Form übernahm man vom Chemnitzer Prototyp. Sechs fünfteilige Fahrzeuge wurden ab 1996 mit den Betriebsnummern 117 bis 122 vom ABB-Nachfolger Adtranz geliefert. Anfangs wurden sie nur im Schülerverkehr zwischen Mannheim-Kurpfalzbrücke und Edingen eingesetzt, ab Januar 1997 dann auf der kompletten OEG-Rundstrecke. In der heutigen RNV stellen die sechs OEG-Variobahnen die kleinste Fahrzeugserie dar.

### Rhein-Neckar-Variobahn RNV6

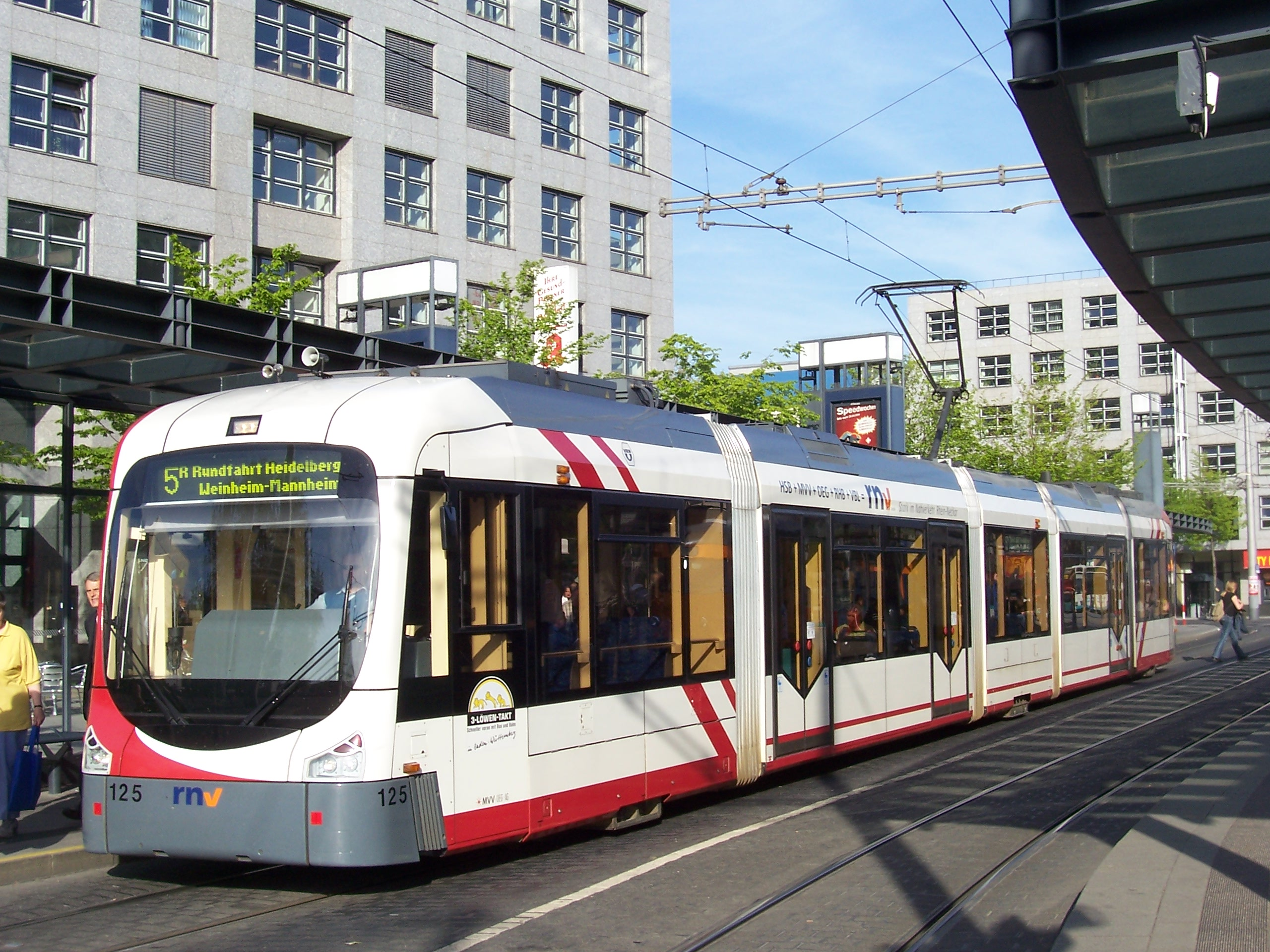
Triebwagen Nummer 125 vom Typ RNV6

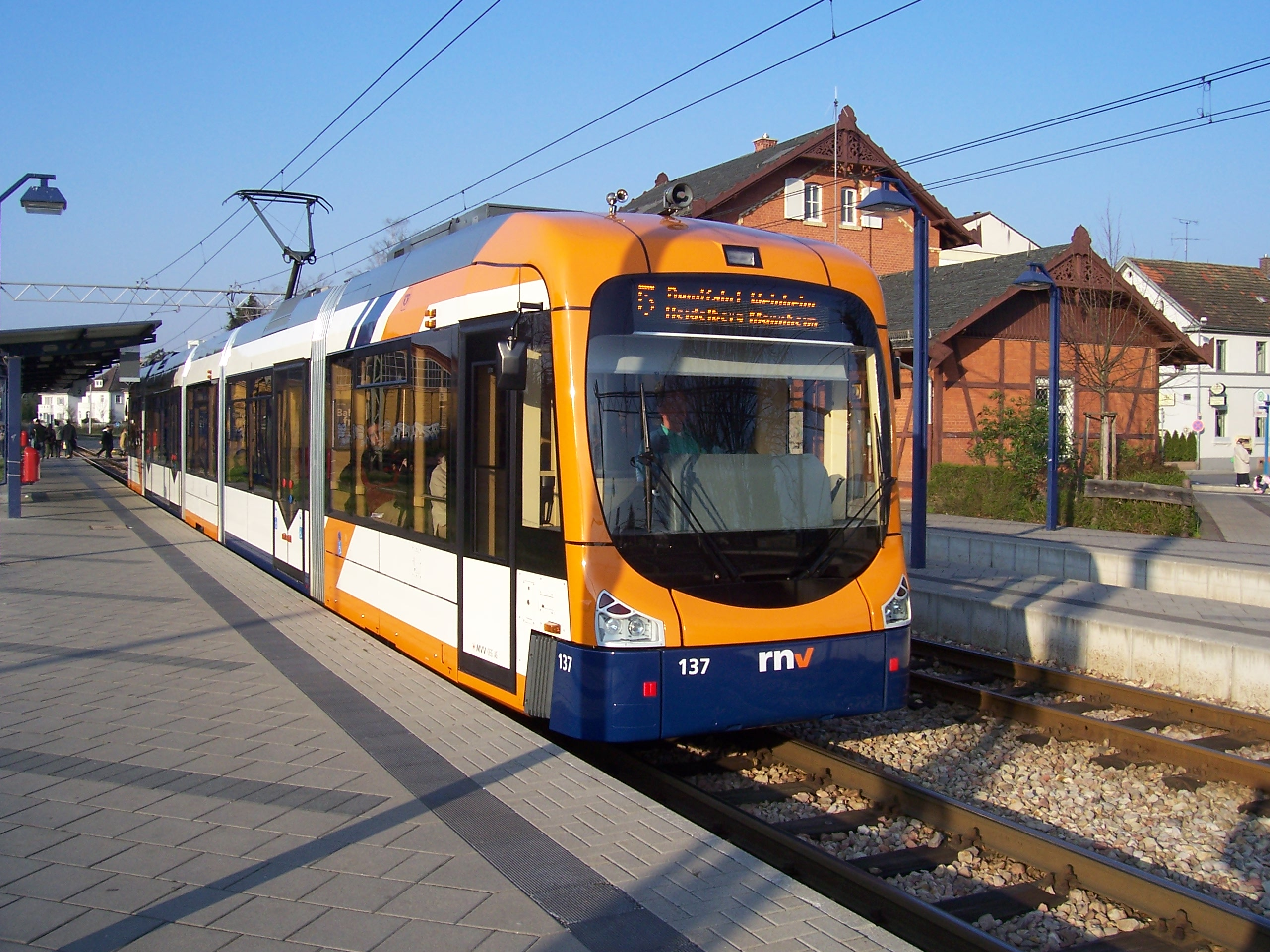
Triebwagen Nummer 137

Als erste gemeinsame Fahrzeugbeschaffung der vier Verkehrsunternehmen im Rhein-Neckar-Dreieck – OEG, VBL, MVV und HSB – wurde der Nachfolgetyp Rhein-Neckar Variobahn in vier Varianten entwickelt (Einrichtungs- oder Zweirichtungswagen, fünfteilig oder siebenteilig). Die OEG beschaffte 2003 zehn fünfteilige Fahrzeuge in Zweirichtungsausführung vom Hersteller Bombardier, die unter den Wagennummern 123 bis 132 eingereiht wurden. Durch die gegenüber den Vorgängerfahrzeugen geringere Wagenbreite von 2,40 Metern und die Möglichkeit, Bogenradien von 15 Metern zu befahren, können diese Fahrzeuge auf allen Strecken des meterspurigen Netzes im Rhein-Neckar-Dreieck freizügig eingesetzt werden. Die zehn RNV6 der Erstbestellung waren die letzten Fahrzeuge, die noch in der rot/weißen OEG-Lackierung geliefert wurden.
Ab Juli 2006 folgten weitere zehn Variobahnen (133 bis 142), die mit den Wagen der Erstlieferung im Wesentlichen technisch identisch sind. Seit 2005 war die RNV mit der Betriebsdurchführung der Verkehrsleistungen der bisherigen Verkehrsunternehmen beauftragt. Daher wurden diese Fahrzeuge schon ab Werk im orange-blauen RNV-Design lackiert. Drei baugleiche Fahrzeuge (761 bis 763) wurden von der MVV Verkehr beschafft; durch den Einsatz im gemeinsamen Fahrzeugpool kommen auch sie auf den OEG-Strecken zum Einsatz.
Als zweite Optionslieferung folgten ab Januar 2010 weitere acht Fahrzeuge, die sich von ihren Vorgängern durch die Ausrüstung mit Energiespeichern vom Typ Mitrac Energy Saver unterscheiden. Sie wurden erstmals nicht von den Altunternehmen, sondern direkt von der RNV beschafft und tragen seit Ablieferung die vierstelligen Nummern 4143 bis 4150. Das Fahrzeug 4149 erlitt im Herstellerwerk einen Hochwasserschaden und wurde deshalb lange Zeit nicht an die RNV ausgeliefert. Nach Versuchseinsätzen zur induktiven Stromübertragung in Augsburg wurde der Wagen vom Hersteller Bombardier der RNV als Test- und Schulungsfahrzeug zur Nutzung überlassen und dafür entsprechend ausgerüstet. Umgezeichnet auf die Wagennummer 4349 wird das Fahrzeug nicht im Linienverkehr eingesetzt.
Im April 2011 gab die RNV die Nachbestellung von elf weiteren Fahrzeugen dieses Typs bekannt. Ein zwölfter Wagen wurde zusätzlich als Ersatz für den nicht übernommenen Wagen 4149 gebaut. Als erstes Fahrzeug der vierten Lieferung wurde der Wagen 4151 am 4. Januar 2013 abgeliefert, im Juli 2013 wurde als letztes der zwölf Fahrzeuge der Wagen 4162 in den Einsatzbestand übernommen. Damit endete die Beschaffung von Fahrzeugtypen der Altunternehmen, künftige Fahrzeugbestellungen werden von der RNV durchgeführt.

### Betriebsnummern der OEG-Fahrzeuge innerhalb der RNV
Mit der Gründung der RNV stand diese vor dem Problem, dass es im Unternehmen bis zu drei Fahrzeuge mit der gleichen Betriebsnummer gab. Um nicht alle Dokumente und Fahrzeugakten grundlegend ändern zu müssen, setzte man den bisherigen Betriebsnummern einfach eine vierte Ziffer voran. Diese Ziffer „verschlüsselt“ in der Regel das bisherige Altunternehmen. Die neue Nummerierung wurde zunächst intern für das rechnergestützte Betriebsleitsystem verwendet und im Laufe der Jahre 2009 und 2010 auch außen an fast allen Fahrzeugen angebracht.
Für die Schienenfahrzeuge der OEG wurde die 4 vergeben. Der bisherige Wagen 98 heißt nun also 4098, der Wagen 123 nun 4123.
Für die Busse der OEG wurde die Ziffer 9 vergeben. Wegen der Einstellung des OEG-Busverkehrs im Dezember 2009 wurden die erweiterten Nummern jedoch nie äußerlich an den Bussen angebracht.

## Fahrkartenautomaten
Ende der 1960er Jahre wurde eine erste Serie von 15 Fahrausweisautomaten angeschafft. Folglich wurden ab 1969 versuchsweise die ersten Züge im Einmannbetrieb ohne Schaffner gefahren. Dazu bestellte die OEG weitere 54 Automaten, die in den Jahren 1973 und 1974 aufgestellt wurden. Damit war die OEG eine der ersten nichtbundeseigenen Eisenbahnen, die an ihren Stationen Automaten als Voraussetzung für den Einmannbetrieb vorhielt. 1975 war der größte Teil der Stationen mit Fahrausweisautomaten ausgerüstet. Damit war die Voraussetzung für den schaffnerlosen Betrieb aller Züge gegeben. Seit 1. Juli 2005 werden Fahrscheine nur noch an Automaten oder im Vorverkauf ausgegeben. Dies soll die Fahrgastwechselzeiten verkürzen und so die Pünktlichkeit der Züge erhöhen. In der Anfangszeit standen allerdings nicht an allen Stationen Automaten.

## Elektrifizierung
Mit der Elektrifizierung wurde auch die Streckenhöchstgeschwindigkeit von 25 km/h auf 40 km/h erhöht. Dazu wurden die neuen Triebzüge mit Druckluftbremse geliefert, zwischen 1928 und 1931 aber auch der vorhandene Triebfahrzeug- und Wagenpark von der Körting-Saugluftbremse auf Knorr-Druckluftbremse umgerüstet, großenteils in größeren Aktionen über Nacht und Feiertage. Gleichzeitig wurde auch von der vorhandenen Willerkupplung bei Triebwagen und Trichterkupplung mit Kuppeleisen bei Loks und Wagen auf die Scharfenbergkupplung umgerüstet.
Als Stromsystem verwendete die OEG Gleichspannung von zunächst 1200 Volt. Die Ausrüstung der Fahrzeuge war jedoch auch für die von den Straßenbahnen in Mannheim und Heidelberg eingesetzte Spannung von 600 Volt ausgelegt, wobei aus historisch gewachsenen Gründen im Stadtnetz Heidelberg die Polarität umgekehrt war. Ab 1974 wurde die Spannungsversorgung der OEG-Strecken nach und nach auf 750 Volt umgestellt. Damit entfiel die Spannungsumschaltung beim Übergang in die Straßenbahnnetze von Mannheim und Heidelberg. Zwischen 1980 und 1990 wurde mit der Umstellung der Strecken in den Stadtnetzen Mannheim und Heidelberg von 600 auf 750 Volt zunächst die Fahrspannung vereinheitlicht. Die Polaritätsumschaltung bei der Ein- und Ausfahrt in das Heidelberger Netz wurde unter etwa 70 Meter langen, spannungslosen Abschnitten, die mit Schwung durchfahren wurden, automatisch durchgeführt. Wegen der durch die unterschiedliche Polarität verursachten Probleme, besonders bei Fahrzeugen mit Rückspeisung der Bremsenergie in das Fahrleitungsnetz, wurde zwischen dem 16. und 17. Januar 2015 die Stromversorgung des Stadtnetzes Heidelberg komplett umgepolt, so dass heute auf allen Strecken der RNV die Energieversorgung einheitlich ist (Gleichspannung 750 Volt, Minus am Fahrdraht). Die spannungslosen Abschnitte unter der Czernybrücke und in Handschuhsheim Nord konnten damit entfallen.